# Tanečnica (Niżne Tatry)

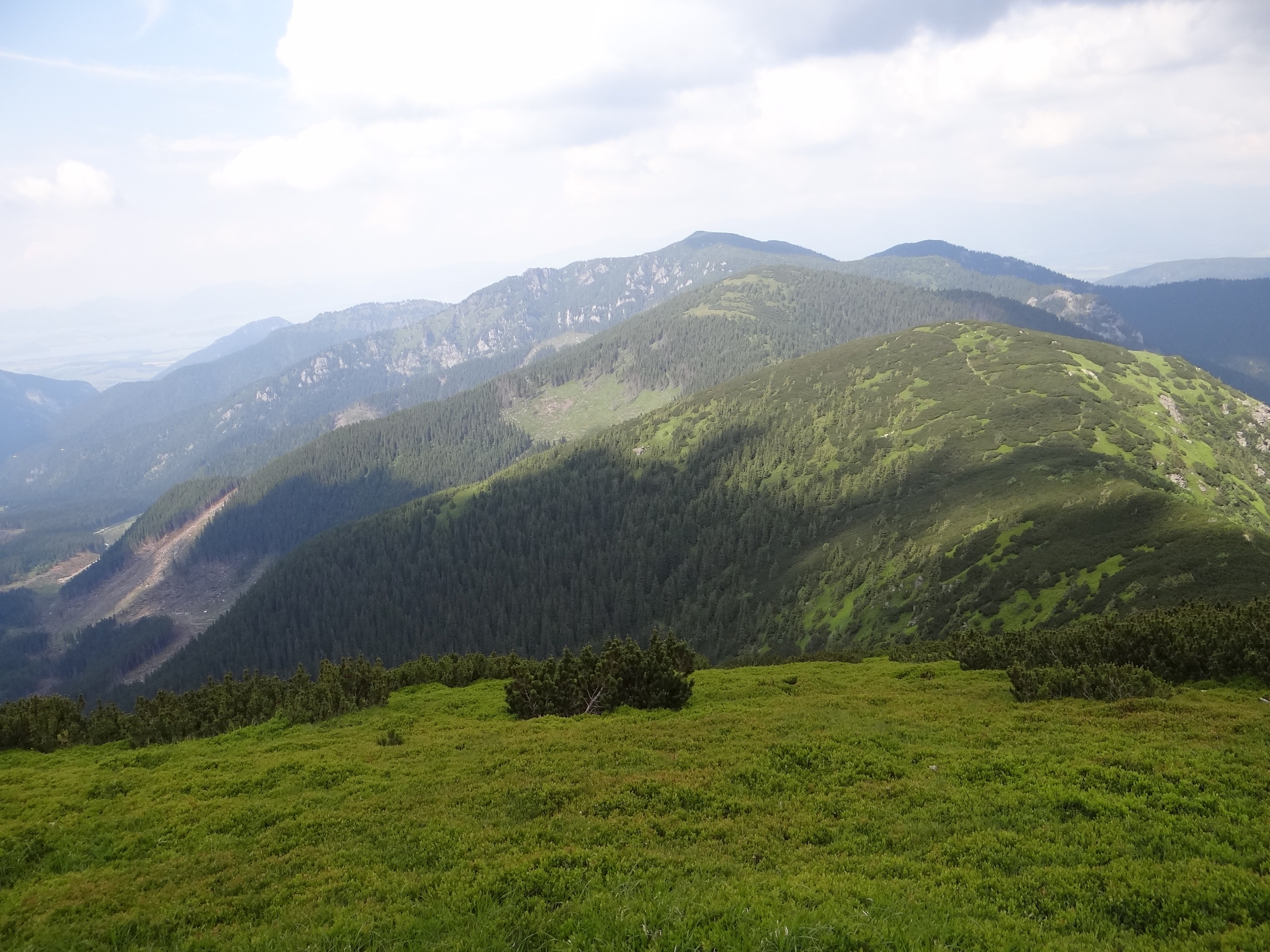
Prašivá, Tanečnica, Krakova hoľa, Demänovská dolina

Tanečnica (1681 m) – szczyt w zachodniej części Niżnych Tatr (tzw. Dziumbierskie Tatry) na Słowacji. Nazwa szczytu w tłumaczeniu na język polski – Tanecznica. 

## Położenie
Leży w bocznym grzbiecie Niżnych Tatr, odgałęziającym się w kierunku północnym od grzbietu głównego w szczycie Krupowej Hali, tuż na zachód od najwyższego szczytu tych gór – Dziumbiera. Tanečnica znajduje się pomiędzy szczytami Prašivá (1667 m) i Krakova hoľa (1752 m). Od  Prašivy oddziela ją płytka przełęcz Salašký (ok. 1550 m), od Krakovej hoľi głębsza przełęcz Javorie (1487 m). Zachodnie stoki Prašivej opadają ku Szerokiej Dolinie (Široká doliná, górna partia Doliny Demianowskiej), natomiast stoki wschodnie – ku górnym partiom Doliny Bystrej (Bystrá dolina, odgałęzienie Doliny Jańskiej). W zachodnim kierunku, do Doliny Szerokiej opada z Tanecznicy grzbiet Krivý grúň.

## Opis szczytu
Tanečnica ma formę kształtnej kopy, wymodelowanej w skałach krystalicznych, budujących tu główny grzbiet Niżnych Tatr. Stoki łagodne, lub średnio strome, jedynie podnóża grzbietu Krivý grúň są skaliste, pocięte skalnymi żebrami i żlebkami. Wierzchołek Tanečnicy porośnięty jest kosodrzewiną, reszta zboczy lasem. Na grzbiecie znajdują się jednak duże polany, będące pozostałością dawnych hal pasterskich. Szczyt leży w granicach Parku Narodowego Niżne Tatry, natomiast  jego wschodnie stoki obejmuje dodatkowo rezerwat przyrody Ďumbier.

## Turystyka
Grzbietem  Tanecznicy prowadzi żółty szlak turystyczny. Znaczna jego część biegnie trawiastymi, otwartymi terenami, dzięki czemu rozciągają się z niego szerokie panoramy widokowe. Szczególnie dobrze widoczne są  z niego północne zerwy Dziumbiera i znajdujący się pod nimi cyrk lodowcowy z jeziorkiem. Dzięki dużym wiatrołomom widoki roztaczają się również z porośniętych lasem zboczy Tanecznicy.
Szlak turystyczny
  Przełęcz Demianowska (Demänovské sedlo) – Prašivá – Tanečnica – Javorie – skrzyżowanie z czerwonym szlakiem, nim do Doliny Demianowskiej (Lúčky)